# ТНТ4
«ТНТ4» — общероссийский развлекательный телеканал, начавший вещание 1 января 2016 года на базе телеканала «ТНТ-Comedy» и на эфирных частотах телеканала 2x2.

## История
В октябре 2015 года в СМИ появилась информация о том, что 1 января 2016 года холдинг «Газпром-Медиа» планирует запустить телеканал с архивным контентом ТНТ на эфирных частотах 2х2. С 16 ноября 2015 года российский тематический телеканал «ТНТ-Comedy» начал транслировать архивные программы ТНТ. Среди них документальные расследования «Необъяснимо, но факт», скандальное ток-шоу «Окна» с Дмитрием Нагиевым, ток-шоу детективных расследований «Запретная зона», кулинарный проект «Ешь и худей» и другие.
8 декабря 2015 года в рассылке кабельным операторам представители холдинга сообщили, что 1 января 2016 года на базе «ТНТ-Comedy» появится новый эфирный российский телеканал под названием «ТНТ4» с архивной библиотекой ТНТ. Так 1 января 2016 года «ТНТ4» начал свое вещание вместо «ТНТ-Comedy», а также на аналоговых частотах телеканала «2х2». Уже 24 июня 2016 года ТНТ4 запустил свой собственный официальный сайт — tnt4.ru. До этого момента у телеканала была только страница на официальном сайте ТНТ.
31 января 2017 года со спутника «ABS 2» (75° в. д.) начала вещание международная версия ТНТ4 — «ТНТ4 International», запуск которого был запланирован на 1 января того же года, а 15 мая 2017 года компания ООО «Комеди ТВ» сменила наименование на ООО «Телеканал ТНТ4». 30 августа 2017 года ООО «Телеканал ТНТ4» зарегистрировал товарный знак «ТНТ4», заявка на регистрацию которого была подана 29 января 2016 года.
18 декабря 2017 года «ТНТ4» сменил графическое оформление и видоизменил свой логотип. 1 января 2018 года «ТНТ4» отдал несколько своих эфирных аналоговых частот (в том числе 60 ТВК в Москве) новому российскому телеканалу «Супер».
1 апреля 2018 года «ТНТ4» выходил в эфир под названием «Бузова TV». Сетка вещания телеканала под этим названием состояла из телесериалов и выпусков развлекательных программ с участием Ольги Бузовой. Анонсы и заставки оставались прежними, в рекламных блоках и спонсорских рекламах использовался логотип «ТНТ4».
20 августа 2018 года телеканал начал производить собственную адаптацию американского шоу «Прожарка», которое до этого попытался запустить «Первый канал», но неудачно.
16 июля 2019 года ТНТ4 запустил новый для российского ТВ формат стендап-шоу «22 комика», в котором не было резидентства и привычной для подобных шоу структуры.
16 октября 2019 года телеканал перешёл на формат вещания 16:9.
В конце марта 2022 года в сети Интернет начала массово распространяться информация о якобы ликвидации телеканала. Соответствующая запись появилась на базе ЕГРЮЛ. Но как оказалось, это было лишь переоформление лицензии, а также сменился лицензиат — теперь им является АО «ТНТ-Телесеть». Изменилась и дата регистрации СМИ — 21 января 2022 года. Вероятнее всего, именно в этот день СМИ и было перерегистрировано на другое лицо. ТНТ4 больше не связан с компанией ООО «Телеканал ТНТ4», следовательно, ликвидация этого юридического лица никак не повлияла на работу телеканала.
31 декабря 2022 года телеканал сменил оформление и логотип, приблизив его по стилю к логотипу «ТНТ».

## Руководство

### Директора телеканала
- Гавриил Гордеев (2016[18]—2020[19])
- Аркадий Водахов (с 2020)[20]

## Программы и телесериалы

### Текущие программы

#### Собственные
- С 1 января 2016 года по настоящее время — «Погода на ТНТ4» (в межпрограммном пространстве).
- С 22 апреля 2019 года по настоящее время — «Comedy Club. Поставь по-братски» (дайджест лучших номеров из разных выпусков).
- С 7 октября 2024 года по настоящее время — «Шортс».

#### Из архива ТНТ
- С 1 января 2016 года по настоящее время — «Comedy Club Classic».
- Со 2 апреля 2016 года по настоящее время — «Comedy Баттл».
- С 13 марта 2017 года по настоящее время — «Не спать!».
- С 28 июня 2024 года по настоящее время — «Шоу Воли».
- С 18 мая 2025 года по настоящее время — «Сетка».

### Текущие телесериалы

#### Из архива ТНТ
- Со 2 апреля 2016 года по настоящее время — «Наша Russia».
- С 23 июня 2022 года по настоящее время — «Универ. Новая общага».
- C 29 июня 2022 года по настоящее время — «Интерны».

### Архивные программы

#### Собственные
- С 1 апреля 2017 по 1 марта 2019 года — «ВЖУХ!».
- С 29 мая по 15 июня 2017 года — «FUNтастика». (ранее на «СТС»)
- С 13 июля 2017 по 3 января 2025 года — «Золотая коллекция».
- С 20 июля 2017 по 26 ноября 2018 года — «Деньги или позор».
- С 7 августа 2017 по 18 августа 2018 года — «Stand Up фестиваль „Открытый микрофон“».
- 18 февраля 2018 года — «Сэлфи» (проиграло «Бой за эфир»).
- С 18 февраля 2018 по 24 октября 2022 года — «Прожарка».
- С 25 августа по 7 октября 2018 года — «Comedy смотрит Comedy».
- С 4 марта 2019 по 30 июля 2021 года — «Куски».
- С 22 июля по 16 сентября 2019 года — «22 комика».
- С 27 апреля по 8 мая 2020 года — «Сидим дома».
- С 20 июля 2020 по 26 ноября 2021 года — «Солдатки». (ранее на «ТНТ»)
- 21 января 2022 года — «ДВСВАГННО».
- С 31 октября по 26 декабря 2022 года — «Это миниатюры».

#### Из архива ТНТ
- С 1 января 2016 по 1 ноября 2019 года — «Секс с Анфисой Чеховой».
- С 1 января 2016 по 24 декабря 2021 года — «Убойная лига».
- С 1 января 2016 по 24 декабря 2021 года — «Убойной ночи».
- С 1 января 2016 по 13 апреля 2023 года — «Comedy Woman Classic».
- С 1 января по 25 сентября 2016 года — «Перезагрузка».
- С 1 января 2016 по 18 ноября 2018 года — «Такси».
- С 1 января 2016 по 18 мая 2018 года — «Окна».
- С 1 января 2016 по 22 июня 2018 года — «Истории большого города».
- С 1 января по 28 апреля 2016 года — «Запретная зона (ток-шоу)».
- С 1 января 2016 по 22 июня 2018 года — «Необъяснимо, но факт[англ.]».
- С 7 февраля 2016 по 8 декабря 2024 года — «Такое кино».
- С 7 февраля по 6 марта 2016 года — «Холостяк».
- С 5 марта 2016 по 22 июня 2018 года — «Школа ремонта».
- 3 и 10 апреля 2016 года — «Ешь и худей».
- С 17 апреля 2016 по 18 ноября 2018 года — «Агенты 003».
- 22 июня 2016 года — «Экстрасенсы ведут расследование».
- С 30 января 2017 по 8 июня 2018 года — «Comedy Club. Exclusive».
- С 9 декабря 2017 по 2 ноября 2019 года — «Убойный вечер».
- С 8 октября 2018 по 1 ноября 2019 года — «ХБ».
- С 15 июля 2019 по 29 февраля 2020 года — «СуперИнтуиция».
- 7 и 8 марта 2020 года — «Love is».
- С 9 марта по 3 апреля 2020 года — «Большой завтрак».
- С 1 по 12 февраля 2021 года — «Открытый микрофон».
- С 25 апреля по 10 июня 2022 года — «Студия СОЮЗ».
- С 15 июля 2022 по 3 января 2025 года — «Stand Up».
- С 15 апреля по 21 мая 2023 года — «Talk».
- 24 июля 2023 года — «Влюбись, если сможешь».
- С 25 августа по 28 декабря 2023 года — «Импровизация».

#### Ретрансляция Интернет-шоу
- С 30 октября по 5 ноября 2017 года — «Big Russian Boss Show».
- С 13 апреля 2020 по 20 июля 2023 года — «Что было дальше?».
- С 27 апреля 2020 по 2 декабря 2021 года — «Блиц-крик».
- С 18 мая 2020 по 2 января 2022 года — «Созвон».
- С 6 июня по 5 ноября 2020 года — «Кто здесь комик?».
- С 15 марта 2021 по 18 июля 2024 года — «Я себя знаю!».
- С 5 апреля 2021 по 11 сентября 2022 года — «Stand Up outside».
- С 11 марта по 19 апреля 2024 года — «Что было раньше?».

#### Повторы программ
- С 28 ноября 2016 по 6 января 2017 года — «Большие чувства». (повторы с телеканала «Пятница!»)
- С 6 по 15 января 2017 года — «Ютьюбинск». (повторы с телеканала «Пятница!»)
- С 16 января по 12 марта 2017 года — «Рыжие». (повторы с телеканала «Пятница!»)
- С 14 августа 2018 по 26 ноября 2020 года — «Прожарка» («Прожарь звезду»).
- С 30 сентября 2019 по 25 декабря 2020 года — «Американский Stand Up».
- С 7 марта 2020 по 22 июня 2021 года — «Удиви меня!». (повторы с ТВ-3)
- 11 июля 2020 года — «Реутов ТВ». (повторы с 2x2)

### Архивные телесериалы

#### Собственные
- 11 июля 2020 года — «ИП Лунегов».
- 11 июля 2020 года — «Улетевшие».

#### Из архива ТНТ
- C 1 января 2016 по 27 сентября 2019 года — «Женская лига».
- Cо 2 января по 13 июня 2016 года — «Саша+Маша».
- Cо 2 января 2016 по 4 июля 2020 года — «Зайцев+1».
- С 1 февраля 2016 по 31 января 2025 года — «Универ».
- C 6 февраля 2016 по 2 мая 2020 года — «Дружба народов».
- С 23 июня 2022 года по 16 мая 2025 года — «Универ. Новая общага».
- C 12 марта по 13 декабря 2016 года — «НеZлоб».
- C 23 апреля по 4 июня 2016 года — «Любовь на районе».
- C 3 по 5 мая 2016 года — «Сладкая жизнь».
- C 9 по 12 мая 2016 года — «Бункер, или Ученые под землей[англ.]».
- C 30 мая 2016 по 22 июня 2021 года — «Закон каменных джунглей».
- C 18 июня 2016 по 10 января 2017 года — «Студия 17».
- C 19 июня 2016 по 25 марта 2017 года — «Страна в Shope».
- C 7 августа 2016 по 28 февраля 2023 года — «Счастливы вместе».
- C 11 сентября 2016 по 25 июля 2020 года — «ЧОП».
- C 12 декабря 2016 по 28 июня 2018 года — «Легко ли быть молодым?».
- C 19 декабря 2016 по 26 января 2017 года — «Кризис нежного возраста».
- C 23 февраля 2018 по 10 января 2025 года — «Бородач».
- 1 апреля 2018 года — «Бедные люди».
- C 21 мая по 21 июня 2018 года — «Озабоченные, или Любовь зла».
- C 20 октября по 22 декабря 2018 года — «Остров».
- C 3 по 6 декабря 2018 года — «Пьяная фирма».
- C 4 февраля 2019 по 22 июня 2022 года — «Улица».
- C 1 июля 2019 по 31 мая 2020 года — «В Москве всегда солнечно».
- 10 января 2021 года — «Конная полиция (телесериал)».
- 28 ноября 2021 года — «Батя».
- C 25 апреля 2022 по 14 февраля 2025 года — «Реальные пацаны».
- C 13 июня 2022 по 3 января 2025 года — «Физрук».
- C 22 по 29 апреля 2023 года — «Милиционер с Рублёвки».
- C 6 по 13 мая 2023 года — «Адаптация».
- 20 мая 2023 года — «#Яжотец».
- C 12 по 23 февраля 2024 года — «Патриот».
- C 21 по 31 октября 2024 года — «Барабашка».
- C 4 по 14 ноября 2024 года — «Звёздный суд».
- C 16 по 26 декабря 2024 года — «Полупановы».

#### Ретрансляция веб-сериалов
- C 7 по 14 февраля 2022 года — «Внутри Лапенко».
- C 23 по 26 мая 2022 года — «Зема-3».
- C 21 по 28 апреля 2023 года — «Ресторан по понятиям».
- 5 мая 2023 года — «Бедный олигарх»
- С 26 февраля 2024 по 22 июня 2025 года — «Мир! Дружба! Жвачка!».
- С 8 по 18 апреля 2024 года — «Перевал Дятлова».
- С 22 апреля 2024 по 29 июля 2025 года — «Капельник».
- С 6 по 16 мая 2024 года — «ЮЗЗЗ».
- C 20 мая по 13 июня 2024 года — «Эпидемия».
- С 17 июня по 18 июля 2024 года — «Игра на выживание».
- С 22 июля по 15 августа 2024 года — «Территория».
- С 23 сентября 2024 по 17 июля 2025 года — «На страже пляжа».
- С 18 по 29 ноября 2024 года — «Колотушка».
- Со 2 по 13 декабря 2024 года — «Тяни, Сундук!».
- С 18 по 28 августа 2025 года — «Документалист. Охотник за призраками».

#### Повторы российских сериалов
- C 16 мая 2016 по 19 сентября 2024 года — «Чернобыль. Зона отчуждения». (повторы с ТНТ и ТВ-3)
- C 28 ноября 2016 по 4 марта 2017 года — «Шурочка». (повторы с телеканала «Пятница!»)
- 27 и 28 мая 2023 года — «ИП Пирогова». (повторы с телеканала «Супер»)
- C 19 по 23 августа 2024 года — «Аванпост». (повторы с ТВ-3)
- C 4 по 14 августа 2025 года — «Фантом». (повторы с ТВ-3)

#### Зарубежные
- C 31 июля по 4 августа 2017 года — «Энджи Трайбека[англ.]».
- C 23 июля 2019 по 28 июня 2020 года — «Острые козырьки».
- C 7 октября 2019 по 10 октября 2020 года — «Офис».

### Архивные мультсериалы
- C 18 мая по 5 июля 2022 года — «Пётр I. Факты и мифы» (в межпрограммном пространстве).